# 627 (numero)
Seicentoventisette (627) è il numero naturale dopo il 626 e prima del 628.

## Proprietà matematiche
- È un numero dispari.
- È un numero composto con 8 divisori: 1, 3, 11, 19, 33, 57, 209, 627. Poiché la somma dei suoi divisori (escluso il numero stesso) è 333 < 627 è un numero difettivo.
- È un numero sfenico.
- È un numero palindromo nel sistema di numerazione posizionale a base 13 (393) e a base 32 (JJ). In quest'ultima base è altresì un numero a cifra ripetuta.
- È un numero 210-gonale.
- È un numero di Ulam.
- È un numero di Smith nel sistema numerico decimale.
- È un numero malvagio.

## Astronomia
- 627 Charis è un asteroide della fascia principale del sistema solare.
- NGC 627 è una galassia lenticolare della costellazione dei Triangolo.

## Astronautica
- Cosmos 627 è un satellite artificiale russo.